# Misión Santa María Suamca
Santa María Suamca (también Santa María del Pilar, Santa María de los Pimas, Santa María Búgota, Santa Cruz) fue una misión española en el desierto de Sonora del siglo XVIII situada en Santa Cruz, Sonora, México.

## Historia
Fue fundada en 1706 por el misionero jesuita Eusebio Kino como visita de la Misión Nuestra Señora de los Dolores en la región de los pimas. Adquirió la condición de misión independiente con la llegada en 1732 de Ignacio Xavier Keller. A lo largo del tiempo las misiones Misión San Lázaro y la Misión San Luis Bacoancos fueron administradas como visitas de la de Suamca. 
El ataque apache a las misiones de la región del 19 de noviembre de 1768 supuso la huida de los misioneros y los neófitos a vecina la Misión Nuestra Señora del Pilar y Santiago de Cocóspera (municipio de Imuris).  En 1787 los continuados ataques apaches supusieron el traslado al sur de la guarnición y vecinos del presidio Santa Cruz de Terrenate (Cochise, Arizona) a Suamca, dando lugar a la actual población de Santa Cruz.

## Misioneros
Algunos de los misioneros de Santa María Suamca fueron: 
- Ignacio Xavier Keller (1732-1759)
- José Torres Perea (1741-1743)
- Joaquín Félix Díaz (1733; 1760)
- José Garrucho (1744–1748)
- Miguel de la Vega (1749-1751)
- Juan Nentvig (1753)
- Francisco Hlava (1756)
- Juan Labora (1757)
- Diego Barrera (1760–1767)
- Francisco Roche (1768)